# Zio Boris
Zio Boris ("Ujak Boris" na talijanskom) glavni je lik talijanske humoristične serije stripova koju su stvorili Alfredo Castelli kao književnik i Carlo Peroni kao crtač.

## Pozadina
Komičnu seriju je 1964. osmislio Alfredo Castelli, ali je debitirao tek 1970. godine, u strip časopisu Horror.
Godine 1971. svi stripovi objavljeni u časopisu i stotinjak neobjavljenih epizoda prikupljeni su u svesku Zio Boris u izdanju New Time. Godine 1972., Il Corriere dei Ragazzi je počeo objavljivati strip, a Daniele Fagarazzi je zamijenio Peronija na mjestu crtača. Kasnije su stripovi objavljeni u novinama Gazzetta del Popolo i Corriere d'Informazione, te u časopisima Tilt, Cucciolo i Doctor Beruscus.
Serija govori o avanturama ludog znanstvenika (Zio Boris) koji uz pomoć čudnih bića, uključujući vampira, vukodlaka i leteću lubanju, izvodi sulude eksperimente. Priče uključuju citate iz obitelji Addams i klasičnih horor filmova iz 1930-ih.